# El plano de Alí-gusa-no
El plano de Alí-gusa-no est une bande dessinée espagnole illustrée par Francisco Ibáñez, appartenant à la franchise Mortadel et Filémon, éditée en 1974.

## Synopsis
Un bonimenteur maure nommé Ali-gusa-no vend un terrain très ensoleillé à dix personnes pour plusieurs millions. Ali-gusa-no signe le contrat sur le plan même du terrain et le divise en dix parties, une pour chacun des acheteurs. Le terrain très ensoleillé s'avère être le désert de Bab el Sek-Ajo, qui ne vaut rien, mais on a découvert qu'il contient de l'uranium enrichi et la personne qui possède les dix morceaux du plan du terrain deviendra millionnaire. Et l'A.B.U.E.L.A. (Agentes Bélicos Ultramarinos Especialistas en Líos Aberrantes) veut s'emparer de ces morceaux quoi qu'il en coûte.
Mortadel et Filémon doivent trouver les acheteurs, les protéger et rassembler les pièces du plan, afin de légaliser le terrain pour que les propriétaires puissent obtenir leur part de l'argent. Filémon est l'un des acheteurs. À la fin, ils se retrouvent sans rien, car le dernier morceau du plan (qui avait été vendu à Filémon) est accidentellement brûlé par Mortadel lorsqu'il électrocute le voleur qui a dérobé le morceau du contrat, qui était le plus important car il contenait la signature d'Alí-gusa-no et sans laquelle les autres n'avaient aucune valeur.

## Éditeur
La bande dessinée est publiée pour la première fois en série dans la revue Mortadelo, nos 203 (14 octobre 1974) à 213 (23 décembre 1974). Elle est compilée dans l'album monographique no 32 de la collection Ases del Humor en 1970 et dans le no 101 de la collection Olé en 1995.

## Influence et postérité
L'intrigue pourrait s'inspirer de la bande dessinée belge Les Douze Travaux de Benoît Brisefer ; toutes deux mettent en scène un cheikh arabe qui divise ses terres en parcelles apparemment sans grande valeur jusqu'à ce qu'elles trouvent des matériaux précieux (du pétrole dans la bande dessinée belge et de l'uranium enrichi dans celle-ci). Cependant, la suite de l'histoire est totalement différente
C'est la première bande dessinée dans laquelle apparaît l'organisation ennemie A.B.U.E.L.A. Francisco Ibáñez la reprend dans des bandes dessinées comme La Tergiversicina, mais c'est Ediciones Bruguera qui l'utilise le plus en tant qu'ennemi récurrent dans ses aventures.